# Liste du patrimoine immobilier de la Capitale-Nationale
Cette liste recense les biens du patrimoine immobilier de la Capitale-Nationale inscrits au répertoire du patrimoine culturel du Québec. Cette liste est divisée par municipalité régionale de comté géographique.
Québec est traité sur Liste du patrimoine immobilier de Québec.

## Charlevoix
| Bien patrimonial                                        | Illustration               | Municipalité                  | Adresse                        | Coordonnées                         | No     | Constr.              | Catégorie                                                | Rec.      | Notes |
| ------------------------------------------------------- | -------------------------- | ----------------------------- | ------------------------------ | ----------------------------------- | ------ | -------------------- | -------------------------------------------------------- | --------- | ----- |
| Domaine Cimon                                           | Image manquante Téléverser | Baie-Saint-Paul               | 50-58, rue Saint-Jean-Baptiste | 47° 26′ 35″ nord, 70° 30′ 22″ ouest | 92387  |                      | Site patrimonial classé                                  | 1981 1977 |       |
| Moulin du Gouffre                                       | Image manquante Téléverser | Baie-Saint-Paul               | 8, chemin Sainte-Croix         | 47° 30′ 54″ nord, 70° 29′ 54″ ouest | 92576  | 1828                 | Immeuble patrimonial classé                              | 1965      |       |
| Pont de Saint-Placide-de-Charlevoix                     | Baie-Saint-Paul            | Baie-Saint-Paul               | Rang de Saint-Placide Sud      | 47° 24′ 29″ nord, 70° 37′ 04″ ouest | 93377  | 1926                 | Immeuble patrimonial cité                                | 2002      |       |
| Chapelle de procession Saint-Isidore                    | L'Isle-aux-Coudres         | L'Isle-aux-Coudres            | Chemin des Coudriers           | 47° 22′ 19″ nord, 70° 24′ 19″ ouest | 92795  | 1836                 | Immeuble patrimonial classé                              | 1961      |       |
| Chapelle de procession Saint-Pierre                     | L'Isle-aux-Coudres         | L'Isle-aux-Coudres            | Chemin des Coudriers           | 47° 22′ 13″ nord, 70° 24′ 36″ ouest | 92877  | 1837                 | Immeuble patrimonial classé                              | 1961      |       |
| Maison Bouchard                                         | L'Isle-aux-Coudres         | L'Isle-aux-Coudres            | 49, chemin du Ruisseau-Rouge   | 47° 22′ 20″ nord, 70° 23′ 51″ ouest | 92671  | 1728 et 1750 (entre) | Immeuble patrimonial classé                              | 1962      |       |
| Maison Leclerc                                          | L'Isle-aux-Coudres         | L'Isle-aux-Coudres            | 114, chemin de La Baleine      | 47° 23′ 51″ nord, 70° 21′ 19″ ouest | 92599  | 1750 et 1780 (entre) | Immeuble patrimonial classé                              | 1960      |       |
| Moulin à eau de L'Isle-aux-Coudres                      | L'Isle-aux-Coudres         | L'Isle-aux-Coudres            | 36, chemin du Moulin           | 47° 22′ 22″ nord, 70° 23′ 58″ ouest | 92881  | 1826                 | Immeuble patrimonial classé                              | 1963      | [ 2 ] |
| Moulin à vent de L'Isle-aux-Coudres                     | L'Isle-aux-Coudres         | L'Isle-aux-Coudres            | 247, chemin du Moulin          | 47° 22′ 22″ nord, 70° 23′ 58″ ouest | 92883  | 1836                 | Immeuble patrimonial classé                              | 1962      | [ 2 ] |
| Site patrimonial du Moulin-à-vent-de-L'Isle-aux-Coudres | L'Isle-aux-Coudres         | L'Isle-aux-Coudres            | 247, chemin du Moulin          | 47° 22′ 21″ nord, 70° 23′ 58″ ouest | 202495 |                      | Site patrimonial classé                                  | 1962      |       |
| Chapelle de La Galette                                  | Image manquante Téléverser | Lac-Pikauba                   | Route 381                      | 47° 43′ 41″ nord, 70° 43′ 25″ ouest | 114844 | 1930                 | Immeuble patrimonial cité                                | 2016      |       |
| Chapelle de procession de Saint-Nicolas                 | Les Éboulements            | Les Éboulements               | Rang Saint-Joseph              | 47° 28′ 48″ nord, 70° 20′ 07″ ouest | 92602  |                      | Immeuble patrimonial classé                              | 1961      |       |
| Église de Saint-Joseph-de-la-Rive                       | Les Éboulements            | Les Éboulements               | 252, rue de l'Église           | 47° 27′ 30″ nord, 70° 21′ 35″ ouest | 114842 | 1909 à 1932          | Immeuble patrimonial cité                                | 2025      |       |
| Moulin banal des Éboulements                            | Les Éboulements            | Les Éboulements               | 157, rang Saint-Joseph         | 47° 28′ 44″ nord, 70° 20′ 06″ ouest | 172071 | 1790                 | Immeuble patrimonial cité                                | 2010      |       |
| Site du patrimoine de Petite-Rivière-Saint-François     | Image manquante Téléverser | Petite-Rivière-Saint-François | Rue Principale                 | 47° 17′ 12″ nord, 70° 34′ 18″ ouest | 92858  |                      | Site patrimonial cité                                    | 1997      |       |
| Chalet Pepper-Daly                                      | Image manquante Téléverser | Saint-Urbain                  | Rue Saint-Édouard              | 47° 32′ 20″ nord, 70° 30′ 57″ ouest | 92861  | 1931                 | Immeuble patrimonial cité                                | 1998      |       |
| Grange Lajoie                                           | Image manquante Téléverser | Saint-Urbain                  | 231, rang Saint-Jean-Baptiste  | 47° 36′ 51″ nord, 70° 29′ 10″ ouest | 92676  |                      | Immeuble patrimonial classé Aire de protection délimitée | 1975      |       |

## Charlevoix-Est
| Bien patrimonial                                        | Illustration               | Municipalité          | Adresse                  | Coordonnées                         | No     | Constr.     | Catégorie                   | Rec. | Notes |
| ------------------------------------------------------- | -------------------------- | --------------------- | ------------------------ | ----------------------------------- | ------ | ----------- | --------------------------- | ---- | ----- |
| Pointe aux Alouettes                                    | Baie-Sainte-Catherine      | Baie-Sainte-Catherine |                          | 48° 05′ 55″ nord, 69° 42′ 29″ ouest | 117143 |             | Site patrimonial cité       | 2008 |       |
| 74, rue Lapointe                                        | Image manquante Téléverser | Clermont              | 74, rue Lapointe         | 47° 41′ 37″ nord, 70° 13′ 31″ ouest | 198688 | 1810 (vers) | Immeuble patrimonial cité   | 2021 |       |
| Site patrimonial de la Montagne de la Croix             | Clermont                   | Clermont              | Chemin de la Croix       | 47° 41′ 55″ nord, 70° 14′ 33″ ouest | 196197 | 1949        | Site patrimonial cité       | 2013 |       |
| Église de Sainte-Agnès                                  | La Malbaie                 | La Malbaie            | Rue du Patrimoine        | 47° 39′ 46″ nord, 70° 16′ 09″ ouest | 92867  | 1842        | Immeuble patrimonial classé | 1960 |       |
| Forge Riverin                                           | La Malbaie                 | La Malbaie            | 218, rue Saint-Étienne   | 47° 39′ 25″ nord, 70° 09′ 14″ ouest | 105542 | 1850 (vers) | Immeuble patrimonial cité   | 2006 |       |
| Forge-menuiserie Cauchon                                | La Malbaie                 | La Malbaie            | 323, chemin de la Vallée | 47° 40′ 22″ nord, 70° 09′ 48″ ouest | 92589  | 1882        | Immeuble patrimonial classé | 1983 |       |
| Grange-étable Bhérer                                    | La Malbaie                 | La Malbaie            | 215, rue Saint-Raphaël   | 47° 39′ 41″ nord, 70° 06′ 39″ ouest | 105541 | 1840 (vers) | Immeuble patrimonial cité   | 2006 |       |
| Site patrimonial du phare du Cap-au-Saumon              | La Malbaie                 | La Malbaie            |                          | 47° 46′ 14″ nord, 69° 25′ 29″ ouest | 166587 |             | Site patrimonial cité       | 2014 |       |
| Moulin à scie Bouchard                                  | Saint-Irénée               | Saint-Irénée          | 444, rang Saint-Pierre   | 47° 34′ 47″ nord, 70° 15′ 41″ ouest | 185364 | 1859        | Immeuble patrimonial cité   | 2012 |       |
| Site patrimonial de l'Église-de-Saint-Irénée            | Saint-Irénée               | Saint-Irénée          | 370, rue Principale      | 47° 34′ 13″ nord, 70° 12′ 29″ ouest | 207136 |             | Site patrimonial cité       | 2017 |       |
| Site patrimonial de la plage et du quai de Saint-Irénée | Saint-Irénée               | Saint-Irénée          |                          | 47° 33′ 35″ nord, 70° 12′ 15″ ouest | 190773 |             | Site patrimonial cité       | 2012 |       |
| Chapelle de Baie-des-Rochers                            | Image manquante Téléverser | Saint-Siméon          | 87, rue de la Chapelle   | 47° 57′ 26″ nord, 69° 50′ 44″ ouest | 232820 | 1903        | Immeuble patrimonial cité   | 2020 |       |
| Hôtel de ville de Saint-Siméon                          | Image manquante Téléverser | Saint-Siméon          |                          | 47° 50′ 14″ nord, 69° 52′ 55″ ouest | 232819 | 1923        | Immeuble patrimonial cité   | 2020 |       |
| Site patrimonial du Phare-du-Cap-de-la-Tête-au-Chien    | Image manquante Téléverser | Saint-Siméon          |                          | 47° 54′ 40″ nord, 69° 48′ 16″ ouest | 166781 |             | Site patrimonial cité       | 2014 |       |

## La Côte-de-Beaupré
| Bien patrimonial                                  | Illustration                             | Municipalité                             | Adresse                       | Coordonnées                         | No     | Constr.              | Catégorie                                                | Rec.           | Notes |
| ------------------------------------------------- | ---------------------------------------- | ---------------------------------------- | ----------------------------- | ----------------------------------- | ------ | -------------------- | -------------------------------------------------------- | -------------- | ----- |
| Caveau de la Maison-Paré                          | Image manquante Téléverser               | Beaupré                                  | 11486, avenue Royale          | 47° 02′ 45″ nord, 70° 52′ 54″ ouest | 114532 |                      | Immeuble patrimonial cité                                | 2007           |       |
| Maison de Claude-Gilbert-et-Claire-Gagnon         | Image manquante Téléverser               | Boischatel                               | 5056, avenue Royale           | 46° 53′ 31″ nord, 71° 08′ 34″ ouest | 95665  | 1765 et 1781 (entre) | Immeuble patrimonial cité                                | 1991           | [ 3 ] |
| Maison Jacob                                      | Boischatel                               | Boischatel                               | 5361, avenue Royale           | 46° 53′ 49″ nord, 71° 08′ 09″ ouest | 92486  | 1839                 | Immeuble patrimonial classé Aire de protection délimitée | 1973 1975      |       |
| Maison Léonidas-Vézina                            | Boischatel                               | Boischatel                               | 5490, avenue Royale           | 46° 54′ 01″ nord, 71° 07′ 40″ ouest | 93489  | 1700 et 1800 (entre) | Immeuble patrimonial cité                                | 2005           |       |
| Maison Pageau                                     | Boischatel                               | Boischatel                               | 258, rue du Bataillon         | 46° 53′ 40″ nord, 71° 08′ 23″ ouest | 93489  | 1760 et 1800 (entre) | Immeuble patrimonial cité                                | 1994           |       |
| Maison Vézina                                     | Boischatel                               | Boischatel                               | 171, rue des Grenadiers       | 46° 53′ 31″ nord, 71° 08′ 33″ ouest | 93290  | 1720 et 1758 (entre) | Immeuble patrimonial cité                                | 1991           | [ 3 ] |
| Manoir de Charleville                             | Boischatel                               | Boischatel                               | 5580, avenue Royale           | 46° 54′ 13″ nord, 71° 07′ 16″ ouest | 92487  | 1660 et 1667 (entre) | Immeuble patrimonial classé Aire de protection délimitée | 1965 1976      |       |
| Site patrimonial de la Chute-Montmorency          | BoischatelQuébec                         | Boischatel Québec                        |                               | 46° 53′ 25″ nord, 71° 08′ 40″ ouest | 93580  |                      | Site patrimonial classé                                  | 1994           |       |
| Caveau à légumes                                  | Image manquante Téléverser               | Château-Richer                           | 8555, avenue Royale           | 46° 59′ 22″ nord, 70° 59′ 59″ ouest | 178205 |                      | Immeuble patrimonial cité                                | 2010           |       |
| Caveau à légumes                                  | Image manquante Téléverser               | Château-Richer                           | 7025, avenue Royale           | 46° 56′ 11″ nord, 71° 03′ 39″ ouest | 178200 |                      | Immeuble patrimonial cité                                | 2010           |       |
| Caveau à légumes                                  | Image manquante Téléverser               | Château-Richer                           | 7176, avenue Royale           | 46° 56′ 34″ nord, 71° 03′ 22″ ouest | 178203 |                      | Immeuble patrimonial cité                                | 2010           |       |
| Caveau à légumes                                  | Image manquante Téléverser               | Château-Richer                           | 8566, avenue Royale           | 46° 59′ 24″ nord, 70° 59′ 57″ ouest | 178206 |                      | Immeuble patrimonial cité                                | 2010           |       |
| Caveau à légumes                                  | Image manquante Téléverser               | Château-Richer                           | 8128, avenue Royale           | 46° 58′ 23″ nord, 71° 00′ 57″ ouest | 178204 |                      | Immeuble patrimonial cité                                | 2010           |       |
| Caveau à légumes                                  | Image manquante Téléverser               | Château-Richer                           | 8595, avenue Royale           | 46° 59′ 30″ nord, 70° 59′ 50″ ouest | 178207 |                      | Immeuble patrimonial cité                                | 2010           |       |
| Caveau à légumes                                  | Image manquante Téléverser               | Château-Richer                           | 8692, avenue Royale           | 46° 59′ 50″ nord, 70° 59′ 28″ ouest | 178211 |                      | Immeuble patrimonial cité                                | 2010           |       |
| Caveau à légumes                                  | Image manquante Téléverser               | Château-Richer                           | 8706, avenue Royale           | 46° 59′ 53″ nord, 70° 59′ 24″ ouest | 178212 |                      | Immeuble patrimonial cité                                | 2010           |       |
| Caveau à légumes                                  | Image manquante Téléverser               | Château-Richer                           | 8720, avenue Royale           | 46° 59′ 56″ nord, 70° 59′ 20″ ouest | 178213 |                      | Immeuble patrimonial cité                                | 2010           |       |
| Caveau à légumes                                  | Image manquante Téléverser               | Château-Richer                           | 8754, avenue Royale           | 46° 59′ 58″ nord, 70° 59′ 10″ ouest | 178214 |                      | Immeuble patrimonial cité                                | 2010           |       |
| Caveau à légumes                                  | Château-Richer                           | Château-Richer                           | 8851, avenue Royale           | 47° 00′ 11″ nord, 70° 58′ 39″ ouest | 178215 |                      | Immeuble patrimonial cité                                | 2010           |       |
| Caveau à légumes                                  | Image manquante Téléverser               | Château-Richer                           | 1124, route de Saint-Achillée | 47° 03′ 28″ nord, 71° 01′ 39″ ouest | 178218 |                      | Immeuble patrimonial cité                                | 2010           |       |
| Caveau à légumes                                  | Image manquante Téléverser               | Château-Richer                           | 8910, avenue Royale           | 47° 00′ 20″ nord, 70° 58′ 21″ ouest | 178217 |                      | Immeuble patrimonial cité                                | 2010           |       |
| Caveau à légumes                                  | Image manquante Téléverser               | Château-Richer                           | 8861, avenue Royale           | 47° 00′ 12″ nord, 70° 58′ 37″ ouest | 178216 |                      | Immeuble patrimonial cité                                | 2010           |       |
| Caveau à légumes                                  | Image manquante Téléverser               | Château-Richer                           | 8610, avenue Royale           | 46° 59′ 36″ nord, 70° 59′ 46″ ouest | 178208 |                      | Immeuble patrimonial cité                                | 2010           |       |
| Caveau à légumes 1                                | Château-Richer                           | Château-Richer                           | 8666, avenue Royale           | 46° 59′ 47″ nord, 70° 59′ 35″ ouest | 178209 |                      | Immeuble patrimonial cité                                | 2010           |       |
| Caveau à légumes 2                                | Château-Richer                           | Château-Richer                           | 8666, avenue Royale           | 46° 59′ 47″ nord, 70° 59′ 36″ ouest | 178210 |                      | Immeuble patrimonial cité                                | 2010           |       |
| Maison Guyon-Lessard                              | Château-Richer                           | Château-Richer                           | 7753, avenue Royale           | 46° 57′ 51″ nord, 71° 01′ 46″ ouest | 122048 | 1760 (vers)          | Immeuble patrimonial cité                                | 2008           |       |
| Maison Pierre-Thibault                            | Château-Richer                           | Château-Richer                           | 8124, avenue Royale           | 46° 58′ 22″ nord, 71° 00′ 42″ ouest | 92453  | 1760                 | Immeuble patrimonial classé Immeuble patrimonial reconnu | 2012 1978      |       |
| Site archéologique des Couvents-de-Château-Richer | Château-Richer                           | Château-Richer                           | 7976, avenue Royale           | à géolocaliser                      | 196823 |                      | Site patrimonial classé                                  | 2015           |       |
| Site du patrimoine de la Place-de-l'Église        | Château-Richer                           | Château-Richer                           | rue de l'Église               | 46° 58′ 12″ nord, 71° 01′ 06″ ouest | 93569  |                      | Site patrimonial cité                                    | 1997           |       |
| Vieux couvent de Château-Richer                   | Château-Richer                           | Château-Richer                           | 7976, avenue Royale           | 46° 58′ 08″ nord, 71° 01′ 07″ ouest | 115415 | 1907                 | Immeuble patrimonial cité                                | 2008           | [ 4 ] |
| Chapelle de procession Notre-Dame-de-Grâce        | L'Ange-Gardien                           | L'Ange-Gardien                           | avenue Royale                 | 46° 55′ 03″ nord, 71° 05′ 22″ ouest | 92713  | 1753 (avant)         | Immeuble patrimonial classé                              | 1981           |       |
| Chapelle de procession Saint-Roch                 | L'Ange-Gardien                           | L'Ange-Gardien                           | avenue Royale                 | 46° 54′ 55″ nord, 71° 05′ 53″ ouest | 92714  | 1753 (avant)         | Immeuble patrimonial classé                              | 1981           |       |
| Château Zoé-Turgeon                               | L'Ange-Gardien                           | L'Ange-Gardien                           | 6983, avenue Royale           | 46° 55′ 55″ nord, 71° 03′ 54″ ouest | 207567 | 1906 à 1907          | Immeuble patrimonial classé                              | 2024           |       |
| Maison Laberge                                    | L'Ange-Gardien                           | L'Ange-Gardien                           | 14, rue Adrien-Laberge        | 46° 55′ 06″ nord, 71° 05′ 30″ ouest | 92417  | 1674                 | Immeuble patrimonial classé Aire de protection délimitée | 1974 1975      |       |
| Presbytère de L'Ange-Gardien                      | L'Ange-Gardien                           | L'Ange-Gardien                           | 6357, avenue Royale           | 46° 54′ 58″ nord, 71° 05′ 40″ ouest | 114716 | 1915                 | Immeuble patrimonial cité                                | 2009 2008      |       |
| Maison Côté                                       | Saint-Ferréol-les-Neiges                 | Saint-Ferréol-les-Neiges                 | 3182, avenue Royale           | 47° 06′ 30″ nord, 70° 51′ 32″ ouest | 92685  | 1843 et 1847 (entre) | Immeuble patrimonial classé                              | 1965           |       |
| Maison Simard                                     | Saint-Ferréol-les-Neiges                 | Saint-Ferréol-les-Neiges                 | 2078, avenue Royale           | 47° 05′ 09″ nord, 70° 53′ 04″ ouest | 92480  | 1770 et 1821 (entre) | Immeuble patrimonial classé Aire de protection délimitée | 1972 1990 1978 |       |
| Église de Saint-Joachim                           | Saint-Joachim                            | Saint-Joachim                            | rue de l'Église               | 47° 03′ 16″ nord, 70° 50′ 37″ ouest | 92815  | 1779                 | Immeuble patrimonial classé Aire de protection délimitée | 1959 1975      |       |
| La Grande-Ferme                                   | Saint-Joachim                            | Saint-Joachim                            | 800, chemin du Cap-Tourmente  | 47° 03′ 06″ nord, 70° 49′ 07″ ouest | 92693  | 1866                 | Immeuble patrimonial classé Immeuble patrimonial reconnu | 2012 1975      |       |
| Presbytère de Saint-Joachim                       | Saint-Joachim                            | Saint-Joachim                            | 165, rue de l'Église          | 47° 03′ 15″ nord, 70° 50′ 39″ ouest | 92816  | 1766                 | Immeuble patrimonial classé Aire de protection délimitée | 1966 1977      |       |
| Chapelle Saint-Louis-de-Gonzague                  | Image manquante Téléverser               | Saint-Louis-de-Gonzague-du-Cap-Tourmente | 501, chemin du Cap-Tourmente  | 47° 03′ 40″ nord, 70° 48′ 13″ ouest | 208467 | 1780 à 1781 (vers)   | Immeuble patrimonial classé                              | 2024           | [ 5 ] |
| Château Bellevue                                  | Saint-Louis-de-Gonzague-du-Cap-Tourmente | Saint-Louis-de-Gonzague-du-Cap-Tourmente | 501, chemin du Cap-Tourmente  | 47° 03′ 41″ nord, 70° 48′ 11″ ouest | 208319 | 1777 à 1781          | Immeuble patrimonial classé                              | 2024           | [ 5 ] |
| Site patrimonial du Domaine-du-Petit-Cap          | Saint-Louis-de-Gonzague-du-Cap-Tourmente | Saint-Louis-de-Gonzague-du-Cap-Tourmente | 501, chemin du Cap-Tourmente  | 47° 03′ 41″ nord, 70° 48′ 13″ ouest | 236190 | 1777                 | Site patrimonial classé                                  | 2024           |       |
| Basilique de Sainte-Anne-de-Beaupré               | Sainte-Anne-de-Beaupré                   | Sainte-Anne-de-Beaupré                   | avenue Royale                 | 47° 01′ 26″ nord, 70° 55′ 43″ ouest | 93392  | 1968                 | Immeuble patrimonial cité                                | 2001           |       |
| Couvent de Notre-Dame du Perpétuel-Secours        | Image manquante Téléverser               | Sainte-Anne-de-Beaupré                   | 10075, avenue Royale          | 47° 01′ 34″ nord, 70° 55′ 39″ ouest | 114733 |                      | Immeuble patrimonial cité                                | ?              |       |
| Couvent des Rédemptoristines                      | Sainte-Anne-de-Beaupré                   | Sainte-Anne-de-Beaupré                   | 10079, avenue Royale          | 47° 01′ 31″ nord, 70° 55′ 44″ ouest | 93391  | 1906                 | Immeuble patrimonial cité                                | 2001           |       |
| Le Cyclorama-de-Jérusalem                         | Sainte-Anne-de-Beaupré                   | Sainte-Anne-de-Beaupré                   | 8, rue du Sanctuaire          | 47° 01′ 21″ nord, 70° 55′ 46″ ouest | 207678 | 1889                 | Immeuble patrimonial classé                              | 2019           |       |
| Maison Racine                                     | Sainte-Anne-de-Beaupré                   | Sainte-Anne-de-Beaupré                   | 9050, avenue Royale           | 47° 00′ 44″ nord, 70° 57′ 44″ ouest | 92560  | 1760                 | Immeuble patrimonial classé Aire de protection délimitée | 1975 1978      |       |
| Séminaire Saint-Alphonse                          | Image manquante Téléverser               | Sainte-Anne-de-Beaupré                   | 10026, avenue Royale          | 47° 01′ 31″ nord, 70° 55′ 38″ ouest | 93390  | 1922                 | Immeuble patrimonial cité                                | 2001           |       |

## La Jacques-Cartier
| Bien patrimonial                                                 | Illustration                           | Municipalité                           | Adresse                      | Coordonnées                         | No     | Constr.              | Catégorie                 | Rec. | Notes |
| ---------------------------------------------------------------- | -------------------------------------- | -------------------------------------- | ---------------------------- | ----------------------------------- | ------ | -------------------- | ------------------------- | ---- | ----- |
| Chapelle Saint-Joseph-du-Lac                                     | Fossambault-sur-le-Lac                 | Fossambault-sur-le-Lac                 | route de Fossambault         | 46° 53′ 26″ nord, 71° 36′ 44″ ouest | 92857  | 1902                 | Immeuble patrimonial cité | 1998 |       |
| Chapelle Saint-Dunstan                                           | Lac-Beauport                           | Lac-Beauport                           | chemin de la Chapelle        | 46° 56′ 55″ nord, 71° 16′ 57″ ouest | 113717 | 1966                 | Immeuble patrimonial cité | 2007 |       |
| Chapelle Saint-James                                             | Lac-Beauport                           | Lac-Beauport                           | chemin Saint-James           | 46° 57′ 08″ nord, 71° 17′ 06″ ouest | 113718 | 1890                 | Immeuble patrimonial cité | 2007 |       |
| Maison Simons                                                    | Lac-Beauport                           | Lac-Beauport                           | 95, chemin du Brûlé          | 46° 56′ 46″ nord, 71° 18′ 10″ ouest | 113719 | 1843                 | Immeuble patrimonial cité | 2007 |       |
| Calvaire du cimetière de Sainte-Brigitte-de-Laval                | Sainte-Brigitte-de-Laval               | Sainte-Brigitte-de-Laval               |                              | 47° 00′ 05″ nord, 71° 11′ 36″ ouest | 93484  | 1960                 | Immeuble patrimonial cité | 2005 |       |
| Calvaire Jean-Gagnon                                             | Sainte-Brigitte-de-Laval               | Sainte-Brigitte-de-Laval               | avenue Sainte-Brigitte       | 47° 02′ 07″ nord, 71° 10′ 40″ ouest | 93483  | 1919 et 1923 (entre) | Immeuble patrimonial cité | 2005 |       |
| Calvaire Léonidas-Lachance                                       | Sainte-Brigitte-de-Laval               | Sainte-Brigitte-de-Laval               | avenue Sainte-Brigitte       | 46° 58′ 02″ nord, 71° 12′ 27″ ouest | 93485  | 1920 (vers)          | Immeuble patrimonial cité | 2005 |       |
| Croix lumineuse de Sainte-Brigitte-de-Laval                      | Sainte-Brigitte-de-Laval               | Sainte-Brigitte-de-Laval               |                              | 47° 00′ 35″ nord, 71° 11′ 26″ ouest | 93486  | 1971                 | Immeuble patrimonial cité | 2005 |       |
| Site patrimonial de la Paroisse-de-Sainte-Catherine              | Sainte-Catherine-de-la-Jacques-Cartier | Sainte-Catherine-de-la-Jacques-Cartier | 2, rue Jolicœur              | 46° 50′ 48″ nord, 71° 37′ 11″ ouest | 207430 |                      | Site patrimonial cité     | 2017 |       |
| Site patrimonial du manoir seigneurial Juchereau-Duchesnay       | Image manquante Téléverser             | Sainte-Catherine-de-la-Jacques-Cartier | 4, route Saint-Denys-Garneau | 46° 51′ 05″ nord, 71° 37′ 29″ ouest | 202008 |                      | Site patrimonial cité     | 2014 |       |
| Petite école du 4e rang                                          | Shannon                                | Shannon                                | 90, rue Saint-Patrick        | 46° 53′ 24″ nord, 71° 31′ 21″ ouest | 93518  | 1877                 | Immeuble patrimonial cité | 2005 |       |
| Place de l'Église-Saint-Edmond-de-Stoneham                       | Stoneham-et-Tewkesbury                 | Stoneham-et-Tewkesbury                 | 1re Avenue                   | 46° 59′ 57″ nord, 71° 21′ 48″ ouest | 113711 |                      | Site patrimonial cité     | 2007 |       |
| Site du patrimoine de la Chapelle-de-Saint-Jacques-de-Tewkesbury | Stoneham-et-Tewkesbury                 | Stoneham-et-Tewkesbury                 |                              | 47° 03′ 03″ nord, 71° 25′ 46″ ouest | 170502 |                      | Site patrimonial cité     | 2010 |       |

## L'Île-d'Orléans
| Bien patrimonial                         | Illustration | Municipalité | Adresse                       | Coordonnées                         | No     | Constr.              | Catégorie                   | Rec.           | Notes |
| ---------------------------------------- | --- | --- | ----------------------------- | ----------------------------------- | ------ | -------------------- | --------------------------- | -------------- | ----- |
| École de fabrique de Saint-François      | Saint-François-de-l'Île-d'Orléans | Saint-François-de-l'Île-d'Orléans | 339, chemin Royal             | 47° 00′ 09″ nord, 70° 48′ 45″ ouest | 92871  | 1830                 | Immeuble patrimonial classé | 1966 1959 1957 | [ 6 ] |
| Église de Saint-François                 | Saint-François-de-l'Île-d'Orléans | Saint-François-de-l'Île-d'Orléans | chemin Royal                  | 47° 00′ 07″ nord, 70° 48′ 46″ ouest | 92870  | 1992                 | Immeuble patrimonial classé | 1957           | ,     |
| Maison Chrétien                          | Saint-François-de-l'Île-d'Orléans | Saint-François-de-l'Île-d'Orléans | 137, chemin Royal             | 47° 00′ 27″ nord, 70° 53′ 09″ ouest | 92483  | 1750 et 1800 (entre) | Immeuble patrimonial classé | 1971           | [ 6 ] |
| Maison Imbeau                            | Saint-François-de-l'Île-d'Orléans | Saint-François-de-l'Île-d'Orléans | 102, chemin du Maître-Chantre | 47° 01′ 09″ nord, 70° 50′ 57″ ouest | 92482  | 1750 (avant)         | Immeuble patrimonial classé | 1968           | [ 6 ] |
| Maison Louis-Asselin                     | Saint-François-de-l'Île-d'Orléans | Saint-François-de-l'Île-d'Orléans | 135, chemin Royal             | 47° 00′ 20″ nord, 70° 53′ 04″ ouest | 92484  | 1800 et 1850 (entre) | Immeuble patrimonial classé | 1968           | [ 6 ] |
| Maison Roberge                           | Saint-François-de-l'Île-d'Orléans | Saint-François-de-l'Île-d'Orléans | 152, chemin Royal             | 47° 00′ 20″ nord, 70° 52′ 40″ ouest | 92669  | 1700 et 1799 (entre) | Immeuble patrimonial classé | 1968           | [ 6 ] |
| Site patrimonial de l'Île-d'Orléans      | Saint-François-de-l'Île-d'OrléansSaint-Jean-de-l'Île-d'OrléansSaint-Laurent-de-l'Île-d'OrléansSaint-Pierre-de-l'Île-d'OrléansSainte-FamilleSainte-Pétronille | Saint-François-de-l'Île-d'Orléans Saint-Jean-de-l'Île-d'Orléans Saint-Laurent-de-l'Île-d'Orléans Saint-Pierre-de-l'Île-d'Orléans Sainte-Famille Sainte-Pétronille |                               | 46° 51′ 54″ nord, 71° 06′ 14″ ouest | 93521  |                      | Site patrimonial déclaré    | 1970           |       |
| Église de Saint-Jean                     | Saint-Jean-de-l'Île-d'Orléans | Saint-Jean-de-l'Île-d'Orléans | chemin Royal                  | 46° 55′ 14″ nord, 70° 53′ 24″ ouest | 92814  | 1737                 | Immeuble patrimonial classé | 1957           | [ 6 ] |
| Maison Hébert-Dit-Lecompte               | Saint-Jean-de-l'Île-d'Orléans | Saint-Jean-de-l'Île-d'Orléans | 3404, chemin Royal            | 46° 57′ 12″ nord, 70° 51′ 40″ ouest | 92485  | 1750 et 1800 (entre) | Immeuble patrimonial classé | 1964           | [ 6 ] |
| Manoir Mauvide-Genest                    | Saint-Jean-de-l'Île-d'Orléans | Saint-Jean-de-l'Île-d'Orléans | 1451, chemin Royal            | 46° 54′ 51″ nord, 70° 58′ 00″ ouest | 92670  | 1734                 | Immeuble patrimonial classé | 1971           | [ 6 ] |
| Chalouperie Godbout                      | Saint-Laurent-de-l'Île-d'Orléans | Saint-Laurent-de-l'Île-d'Orléans | 120, chemin de la Chalouperie | 46° 51′ 32″ nord, 71° 00′ 51″ ouest | 92557  | 1840                 | Immeuble patrimonial classé | 1977           | [ 6 ] |
| Maison Gendreau                          | Saint-Laurent-de-l'Île-d'Orléans | Saint-Laurent-de-l'Île-d'Orléans | 2387, chemin Royal            | 46° 51′ 37″ nord, 71° 02′ 49″ ouest | 92491  | 1720 et 1730 (entre) | Immeuble patrimonial classé | 1964           | [ 6 ] |
| Maison Louis-Pouliotte                   | Saint-Laurent-de-l'Île-d'Orléans | Saint-Laurent-de-l'Île-d'Orléans | 960, chemin Royal             | 46° 52′ 25″ nord, 70° 58′ 55″ ouest | 92490  | 1759                 | Immeuble patrimonial classé | 1973           | [ 6 ] |
| Ancienne église de Saint-Pierre          | Saint-Pierre-de-l'Île-d'Orléans | Saint-Pierre-de-l'Île-d'Orléans | chemin Royal                  | 46° 53′ 19″ nord, 71° 04′ 25″ ouest | 92675  | 1719                 | Immeuble patrimonial classé | 1958           | [ 6 ] |
| Maison Leclerc                           | Saint-Pierre-de-l'Île-d'Orléans | Saint-Pierre-de-l'Île-d'Orléans | 313, chemin Royal             | 46° 52′ 10″ nord, 71° 06′ 42″ ouest | 92496  | 1825 (avant)         | Immeuble patrimonial classé | 1970           | [ 6 ] |
| Chapelle de procession de Sainte-Famille | Sainte-Famille | Sainte-Famille | chemin Royal                  | 46° 58′ 17″ nord, 70° 57′ 52″ ouest | 92945  | 1790 à 1850 (entre)  | Immeuble patrimonial classé | 1981           | [ 6 ] |
| Église de Sainte-Famille                 | Sainte-Famille | Sainte-Famille | chemin Royal                  | 46° 58′ 25″ nord, 70° 57′ 44″ ouest | 92940  | 1747                 | Immeuble patrimonial classé | 1980           | [ 6 ] |
| Maison Drouin                            | Sainte-Famille | Sainte-Famille | 4700, chemin Royal            | 47° 00′ 07″ nord, 70° 54′ 00″ ouest | 102270 | 1729 et 1735 (entre) | Immeuble patrimonial classé | 2010           | [ 6 ] |
| Maison Gagnon                            | Sainte-Famille | Sainte-Famille | 4403, chemin Royal            | 46° 59′ 40″ nord, 70° 55′ 34″ ouest | 92667  | 1680 et 1760 (entre) | Immeuble patrimonial classé | 1961           | [ 6 ] |
| Maison Morisset                          | Sainte-Famille | Sainte-Famille | 4417, chemin Royal            | 46° 59′ 41″ nord, 70° 55′ 32″ ouest | 92475  | 1699 (avant)         | Immeuble patrimonial classé | 1962           | [ 6 ] |

## Portneuf
| Bien patrimonial                                                               | Illustration               | Municipalité              | Adresse                            | Coordonnées                         | No     | Constr.              | Catégorie                                                                            | Rec.           | Notes  |
| ------------------------------------------------------------------------------ | -------------------------- | ------------------------- | ---------------------------------- | ----------------------------------- | ------ | -------------------- | ------------------------------------------------------------------------------------ | -------------- | ------ |
| Église de Sainte-Famille                                                       | Cap-Santé                  | Cap-Santé                 | côte du Quai                       | 46° 40′ 14″ nord, 71° 47′ 13″ ouest | 92698  | 1767                 | Immeuble patrimonial classé                                                          | 1986           | [ 8 ]  |
| Ensemble d'immeubles patrimoniaux du Fort-Jacques-Cartier-et-du-Manoir-Allsopp | Cap-Santé                  | Cap-Santé                 | 15, rue Notre-Dame                 | 46° 40′ 23″ nord, 71° 45′ 02″ ouest | 92507  |                      | Immeuble patrimonial classé                                                          | 1978           |        |
| Site patrimonial de Sainte-Famille                                             | Cap-Santé                  | Cap-Santé                 | côte du Quai 30, place de l'Église | 46° 40′ 13″ nord, 71° 47′ 13″ ouest | 92689  |                      | Site patrimonial classé                                                              | 1986           |        |
| Calvaire Alexandre-Naud                                                        | Deschambault-Grondines     | Deschambault-Grondines    | chemin du Roy                      | 46° 38′ 04″ nord, 71° 58′ 02″ ouest | 120301 | 1841                 | Immeuble patrimonial cité                                                            | 2008           |        |
| Centre des Roches                                                              | Deschambault-Grondines     | Deschambault-Grondines    | 505, chemin Sir-Lomer-Gouin        | 46° 35′ 33″ nord, 72° 02′ 34″ ouest | 232550 | 1920 (vers)          | Immeuble patrimonial cité                                                            | 2020           |        |
| Couvent de Deschambault                                                        | Deschambault-Grondines     | Deschambault-Grondines    | 115, rue de l'Église               | 46° 38′ 51″ nord, 71° 55′ 39″ ouest | 102336 | 1861                 | Immeuble patrimonial cité                                                            | 2007           | [ 9 ]  |
| Croix du Marin                                                                 | Image manquante Téléverser | Deschambault-Grondines    | chemin du Roy                      | 46° 36′ 34″ nord, 72° 00′ 46″ ouest | 238568 | 1895 (vers)          | Immeuble patrimonial cité                                                            | 2024           |        |
| École Saint-Charles-de-Grondines                                               | Deschambault-Grondines     | Deschambault-Grondines    | 525, chemin Sir-Lomer-Gouin        | 46° 35′ 34″ nord, 72° 02′ 35″ ouest | 109756 | 1913 (vers)          | Immeuble patrimonial cité                                                            | 2007           |        |
| Église de Saint-Charles-des-Grondines                                          | Deschambault-Grondines     | Deschambault-Grondines    | chemin Sir-Lomer-Gouin             | 46° 35′ 33″ nord, 72° 02′ 30″ ouest | 92733  | 1842                 | Immeuble patrimonial classé                                                          | 1987           |        |
| Église de Saint-Joseph                                                         | Deschambault-Grondines     | Deschambault-Grondines    | rue de l'Église rue Saint-Joseph   | 46° 38′ 53″ nord, 71° 55′ 40″ ouest | 92703  | 1838                 | Immeuble patrimonial classé Aire de protection délimitée Immeuble patrimonial classé | 1965 1974 1957 |        |
| Hôtel de ville de Deschambault-Grondines                                       | Deschambault-Grondines     | Deschambault-Grondines    | 120, rue Saint-Joseph              | 46° 38′ 54″ nord, 71° 55′ 39″ ouest | 114810 |                      | Immeuble patrimonial cité                                                            | 2020           | [ 10 ] |
| Maison Benoit                                                                  | Deschambault-Grondines     | Deschambault-Grondines    | 134, chemin du Roy                 | 46° 40′ 10″ nord, 71° 55′ 29″ ouest | 198244 |                      | Immeuble patrimonial cité                                                            | 2014           |        |
| Maison de la Veuve-Groleau                                                     | Deschambault-Grondines     | Deschambault-Grondines    | 200, chemin du Roy                 | 46° 39′ 02″ nord, 71° 55′ 41″ ouest | 92399  | 1715 (vers)          | Immeuble patrimonial classé                                                          | 1971           |        |
| Maison Delisle                                                                 | Deschambault-Grondines     | Deschambault-Grondines    | 172, chemin du Roy                 | 46° 39′ 28″ nord, 71° 55′ 31″ ouest | 92409  | 1648                 | Immeuble patrimonial classé                                                          | 1963           |        |
| Maison Jean-Boudreau                                                           | Deschambault-Grondines     | Deschambault-Grondines    | 128, chemin du Roy                 | 46° 40′ 15″ nord, 71° 55′ 18″ ouest | 99055  | 1790 (vers)          | Immeuble patrimonial cité                                                            | 2005           |        |
| Maison Sewell                                                                  | Deschambault-Grondines     | Deschambault-Grondines    | 106, chemin du Roy                 | 46° 40′ 43″ nord, 71° 54′ 38″ ouest | 92528  | 1800 et 1825 (entre) | Immeuble patrimonial classé Immeuble patrimonial reconnu                             | 2012 1978      |        |
| Moulin à vent de Grondines                                                     | Deschambault-Grondines     | Deschambault-Grondines    | 535, chemin des Ancêtres           | 46° 35′ 17″ nord, 72° 02′ 16″ ouest | 92732  | 1674                 | Immeuble patrimonial classé                                                          | 1984           |        |
| Moulin de La Chevrotière                                                       | Deschambault-Grondines     | Deschambault-Grondines    | 109, rue De Chavigny               | 46° 37′ 40″ nord, 71° 59′ 18″ ouest | 92704  | 1802                 | Immeuble patrimonial classé                                                          | 1976           |        |
| Presbytère de Saint-Charles-des-Grondines                                      | Deschambault-Grondines     | Deschambault-Grondines    | 490, chemin Sir-Lomer-Gouin        | 46° 35′ 31″ nord, 72° 02′ 28″ ouest | 92736  | 1842 et 1843 (entre) | Immeuble patrimonial classé                                                          | 1966           |        |
| Relais de poste de Deschambault                                                | Deschambault-Grondines     | Deschambault-Grondines    | 258, chemin du Roy                 | 46° 38′ 54″ nord, 71° 55′ 54″ ouest | 93296  | 1735 et 1758 (entre) | Immeuble patrimonial classé                                                          | 2004           |        |
| Salle des Habitants                                                            | Deschambault-Grondines     | Deschambault-Grondines    | 109, rue de l'Église               | 46° 38′ 54″ nord, 71° 55′ 42″ ouest | 104864 | 1848                 | Immeuble patrimonial cité                                                            | 2008           | [ 11 ] |
| Vieux presbytère de Deschambault                                               | Deschambault-Grondines     | Deschambault-Grondines    | 117, rue Saint-Joseph              | 46° 38′ 54″ nord, 71° 55′ 36″ ouest | 92705  | 1815 et 1815 (entre) | Immeuble patrimonial classé Aire de protection délimitée Immeuble patrimonial classé | 1965 1974 1957 |        |
| Chapelle Notre-Dame-du-Lac-Sergent                                             | Lac-Sergent                | Lac-Sergent               | chemin de la Chapelle              | 46° 51′ 52″ nord, 71° 43′ 35″ ouest | 93301  | 1908                 | Immeuble patrimonial cité                                                            | 2002           |        |
| Chapelle de procession Sainte-Anne                                             | Neuville                   | Neuville                  | rue des Érables                    | 46° 41′ 56″ nord, 71° 34′ 57″ ouest | 92761  | 1800 et 1850 (entre) | Immeuble patrimonial classé Aire de protection délimitée                             | 1965 1977      |        |
| Chœur de l'Église-Saint-François-de-Sales                                      | Neuville                   | Neuville                  | rue des Érables                    | 46° 41′ 53″ nord, 71° 35′ 01″ ouest | 92784  | 1763                 | Immeuble patrimonial classé Aire de protection délimitée Immeuble patrimonial classé | 1965 1977 1957 | [ 12 ] |
| Couvent de la congrégation de Notre-Dame                                       | Neuville                   | Neuville                  | 652, rue des Érables               | 46° 41′ 55″ nord, 71° 34′ 56″ ouest | 92821  | 1877                 | Immeuble patrimonial cité                                                            | 1996           |        |
| Maison Darveau                                                                 | Neuville                   | Neuville                  | 210-216, route 138                 | 46° 42′ 58″ nord, 71° 33′ 16″ ouest | 92586  | 1785 (vers)          | Immeuble patrimonial classé                                                          | 1976           |        |
| Maison Denis                                                                   | Neuville                   | Neuville                  | 1208, route 138                    | 46° 41′ 59″ nord, 71° 37′ 33″ ouest | 92451  | 1760 (vers)          | Immeuble patrimonial classé Aire de protection délimitée                             | 1976 1978      |        |
| Maison Larue                                                                   | Neuville                   | Neuville                  | 306, rue des Érables               | 46° 42′ 38″ nord, 71° 33′ 41″ ouest | 92452  | 1854                 | Immeuble patrimonial classé                                                          | 1976           |        |
| Maison Lefebvre                                                                | Neuville                   | Neuville                  | 741, rue des Érables               | 46° 42′ 38″ nord, 71° 33′ 41″ ouest | 92448  | 1801                 | Immeuble patrimonial classé                                                          | 1978 1976      | [ 13 ] |
| Maison Loriot                                                                  | Neuville                   | Neuville                  | 96, route 138                      | 46° 43′ 14″ nord, 71° 32′ 39″ ouest | 92400  | 1768 (vers)          | Immeuble patrimonial classé Aire de protection délimitée                             | 1964 1976      |        |
| Maison Louis-Bernard                                                           | Neuville                   | Neuville                  | 713 à 717, rue des Érables         | 46° 41′ 52″ nord, 71° 35′ 03″ ouest | 92631  | 1806 (vers)          | Immeuble patrimonial classé Aire de protection délimitée                             | 1964 1977      |        |
| Maison Soulard                                                                 | Neuville                   | Neuville                  | 11, route 138                      | 46° 43′ 28″ nord, 71° 32′ 15″ ouest | 92587  | 1759 et 1767 (entre) | Immeuble patrimonial classé Aire de protection délimitée                             | 1976 1978      |        |
| Manoir Édouard-Larue                                                           | Neuville                   | Neuville                  | 624, rue des Érables               | 46° 41′ 58″ nord, 71° 34′ 46″ ouest | 92449  | 1835                 | Immeuble patrimonial classé                                                          | 1976           |        |
| Ensemble institutionnel de Pont-Rouge                                          | Pont-Rouge                 | Pont-Rouge                | rue Dupont                         | 46° 45′ 21″ nord, 71° 41′ 46″ ouest | 93436  |                      | Site patrimonial cité                                                                | 2001           |        |
| Moulin Marcoux                                                                 | Pont-Rouge                 | Pont-Rouge                | 1, boulevard Notre-Dame            | 46° 45′ 23″ nord, 71° 41′ 57″ ouest | 92546  | 1872                 | Immeuble patrimonial classé Immeuble patrimonial reconnu                             | 2012 1978      |        |
| Site patrimonial de pêche Déry                                                 | Pont-Rouge                 | Pont-Rouge                | rue Déry                           | 46° 44′ 38″ nord, 71° 41′ 42″ ouest | 93550  |                      | Site patrimonial classé                                                              | 1984           |        |
| Calvaire de Notre-Dame-des-Sept-Douleurs                                       | Portneuf                   | Portneuf                  | rue Notre-Dame                     | 46° 41′ 52″ nord, 71° 53′ 14″ ouest | 92906  | 1885                 | Immeuble patrimonial classé                                                          | 1974           |        |
| Église Saint-John-the-Evangelist                                               | Portneuf                   | Portneuf                  | 92, 1re Avenue                     | 46° 41′ 39″ nord, 71° 52′ 38″ ouest | 110100 | 1884                 | Immeuble patrimonial cité                                                            | 2007           |        |
| Manoir de la Baronnie-de-Portneuf                                              | Portneuf                   | Portneuf                  | 100, 1re Avenue                    | 46° 41′ 40″ nord, 71° 52′ 41″ ouest | 93122  | 1761 et 1789 (entre) | Immeuble patrimonial classé Immeuble patrimonial cité Immeuble patrimonial reconnu   | 2012 1998 2005 |        |
| Site patrimonial de l'îlot paroissial Notre-Dame-des-Sept-Douleurs             | Portneuf                   | Portneuf                  | 207, 1re Avenue                    | 46° 41′ 36″ nord, 71° 53′ 05″ ouest | 238581 |                      | Site patrimonial cité                                                                | 2024           |        |
| Site patrimonial de Rivière-à-Pierre                                           | Rivière-à-Pierre           | Rivière-à-Pierre          | rue de l'Église Est                | 46° 59′ 52″ nord, 72° 10′ 43″ ouest | 238889 |                      | Site patrimonial cité                                                                | 2025           |        |
| Ancienne centrale hydroélectrique Saint-Alban 2                                | Saint-Alban                | Saint-Alban               |                                    | 46° 42′ 25″ nord, 72° 04′ 57″ ouest | 93467  | 1927                 | Immeuble patrimonial cité                                                            | 2002           |        |
| Édifice des Chevaliers de Colomb                                               | Saint-Casimir              | Saint-Casimir             | 405, rue Tessier Est               | 46° 39′ 22″ nord, 72° 08′ 22″ ouest | 159335 | 1948                 | Immeuble patrimonial cité                                                            | 2009           |        |
| Vieux couvent de Saint-Casimir                                                 | Saint-Casimir              | Saint-Casimir             | 370, boulevard de la Montagne      | 46° 39′ 26″ nord, 72° 08′ 31″ ouest | 159334 | 1890                 | Immeuble patrimonial cité                                                            | 2009           |        |
| Ancien couvent de Saint-Léonard                                                | Saint-Léonard-de-Portneuf  | Saint-Léonard-de-Portneuf | 280, route du Moulin               | 46° 53′ 26″ nord, 71° 54′ 24″ ouest | 115302 | 1953                 | Immeuble patrimonial cité                                                            | 2008           |        |
| Noyau religieux de Saint-Léonard-de-Portneuf                                   | Saint-Léonard-de-Portneuf  | Saint-Léonard-de-Portneuf | rue Principale                     | 46° 53′ 24″ nord, 71° 54′ 29″ ouest | 93394  |                      | Immeuble patrimonial cité                                                            | 2000           |        |
| Mausolée Adélard-Vézina                                                        | Saint-Marc-des-Carrières   | Saint-Marc-des-Carrières  | 1100, avenue Principale            | 46° 41′ 00″ nord, 72° 02′ 52″ ouest | 190184 | 1945 (vers)          | Immeuble patrimonial cité                                                            | 2012           |        |
| Monument du Sacré-Cœur                                                         | Saint-Marc-des-Carrières   | Saint-Marc-des-Carrières  | 1100, avenue Principale            | 46° 40′ 58″ nord, 72° 02′ 56″ ouest | 190183 | 1932                 | Immeuble patrimonial cité                                                            | 2012           |        |
| Chapelle du cimetière                                                          | Saint-Raymond              | Saint-Raymond             | avenue Saint-Jacques               | 46° 53′ 33″ nord, 71° 50′ 31″ ouest | 93466  | 1915                 | Immeuble patrimonial cité                                                            | 2002           |        |
| Chapelle Saint-Agricole                                                        | Saint-Raymond              | Saint-Raymond             | 1699, rang Saguenay                | 47° 01′ 36″ nord, 71° 50′ 55″ ouest | 93465  | 1860                 | Immeuble patrimonial cité                                                            | 2002           |        |
| Église Saint-Bartholomew                                                       | Saint-Raymond              | Saint-Raymond             | 2327, Grand Rang                   | 46° 50′ 22″ nord, 71° 47′ 47″ ouest | 93464  | 1840                 | Immeuble patrimonial cité                                                            | 2002           |        |
| Maison Plamondon                                                               | Saint-Raymond              | Saint-Raymond             | 448, rue Saint-Joseph              | 46° 53′ 30″ nord, 71° 49′ 50″ ouest | 115314 | 1907 et 1912 (entre) | Immeuble patrimonial cité                                                            | 2011           |        |
| Pont Tessier                                                                   | Saint-Raymond              | Saint-Raymond             | avenue Saint-Michel                | 46° 53′ 27″ nord, 71° 50′ 07″ ouest | 216132 | 1889                 | Immeuble patrimonial cité                                                            | 2019           |        |
| Ancien couvent de Saint-Ubalde                                                 | Image manquante Téléverser | Saint-Ubalde              | 427, boulevard Chabot              | 46° 45′ 19″ nord, 72° 16′ 14″ ouest | 114943 | 1885                 | Immeuble patrimonial cité                                                            | 2024           |        |

## Québec
| Bien patrimonial                                                        | Illustration                | Municipalité                | Adresse                   | Coordonnées                         | No     | Constr.      | Catégorie                                                | Rec.      | Notes |
| ----------------------------------------------------------------------- | --------------------------- | --------------------------- | ------------------------- | ----------------------------------- | ------ | ------------ | -------------------------------------------------------- | --------- | ----- |
| Calvaire de Notre-Dame-de-l'Annonciation                                | L'Ancienne-Lorette          | L'Ancienne-Lorette          | rue Notre-Dame            | 46° 48′ 02″ nord, 71° 21′ 27″ ouest | 92865  | 1894         | Immeuble patrimonial classé                              | 1971      |       |
| Maison Woodbury-Matte                                                   | L'Ancienne-Lorette          | L'Ancienne-Lorette          | 1528, rue Saint-Paul      | 46° 47′ 34″ nord, 71° 21′ 26″ ouest | 92416  | 1835         | Immeuble patrimonial classé                              | 1988      |       |
| Hôpital général de Québec                                               | Notre-Dame-des-Anges        | Notre-Dame-des-Anges        | 260, boulevard Langelier  | 46° 48′ 51″ nord, 71° 14′ 00″ ouest | 92547  |              | Immeuble patrimonial classé                              | 1977      |       |
| Pour la ville de Québec, voir Liste du patrimoine immobilier de Québec. |                             |                             |                           |                                     |        |              |                                                          |           |       |
| 226, chemin de la Butte                                                 | Image manquante Téléverser  | Saint-Augustin-de-Desmaures | 226, chemin de la Butte   | 46° 44′ 29″ nord, 71° 25′ 07″ ouest | 231573 | 1797 (avant) | Immeuble patrimonial cité                                | 2020      |       |
| Domaine des Pauvres                                                     | Saint-Augustin-de-Desmaures | Saint-Augustin-de-Desmaures | 226, rang des Mines       | 46° 45′ 55″ nord, 71° 27′ 49″ ouest | 215142 |              | Site patrimonial classé                                  | 2019      |       |
| Îlot paroissial de Saint-Augustin-de-Desmaures                          | Saint-Augustin-de-Desmaures | Saint-Augustin-de-Desmaures |                           | 46° 44′ 35″ nord, 71° 27′ 29″ ouest | 238652 |              | Site patrimonial cité                                    | 2025      |       |
| Maison Quézel                                                           | Saint-Augustin-de-Desmaures | Saint-Augustin-de-Desmaures | 514, chemin du Roy        | 46° 43′ 37″ nord, 71° 31′ 56″ ouest | 92665  | 1786 (vers)  | Immeuble patrimonial classé Immeuble patrimonial reconnu | 2012 1977 |       |
| Maison Thibault-Soulard                                                 | Saint-Augustin-de-Desmaures | Saint-Augustin-de-Desmaures | 295, route 138            | 46° 44′ 38″ nord, 71° 27′ 21″ ouest | 165796 | 1816 (vers)  | Immeuble patrimonial cité                                | 2009      |       |
| Site patrimonial du Campus-Notre-Dame-de-Foy                            | Saint-Augustin-de-Desmaures | Saint-Augustin-de-Desmaures | Rue Clément-Lockquell     | 46° 44′ 12″ nord, 71° 24′ 00″ ouest | 204158 |              | Site patrimonial classé                                  | 2016      |       |
| Vestiges de l'église et de la croix de commémoration de l'Anse-à-Maheu  | Image manquante Téléverser  | Saint-Augustin-de-Desmaures | chemin du Roy             | 46° 43′ 59″ nord, 71° 25′ 50″ ouest | 212791 |              | Immeuble patrimonial cité                                | 2019      |       |
| Église de Notre-Dame-de-Lorette                                         | Wendake                     | Wendake                     | boulevard Maurice-Bastien | 46° 51′ 22″ nord, 71° 21′ 17″ ouest | 92902  | 1865         | Immeuble patrimonial classé                              | 1957      |       |